# Governo Schmidt II
Il secondo governo Schmidt è stato il dodicesimo esecutivo della Germania ovest, in carica dal 16 dicembre 1976 al 4 novembre 1980, durante l'8ª legislatura del Bundestag.
L'elezioni del '76 portarono il cancelliere uscente Helmut Schmidt a riproporre la coalizione "giallo-rossa" tra SPD e FDP.
Dopo le elezioni dell'80, la coalizione formerà il terzo governo Schmidt.

## Situazione Parlamentare
| Camera    | Collocazione | Partiti             | Seggi     |
| --------- | ------------ | ------------------- | --------- |
| Bundestag | Maggioranza  | SDP (224), FDP (40) | 264 / 518 |
| Bundestag | Opposizione  | CDU (201), CSU (53) | 254 / 518 |

## Composizione
| Ministro                                   | Nome | Nome                                   | Partito |
| ------------------------------------------ | ---- | -------------------------------------- | ------- |
| Cancelliere federale                       |      | Helmut Schmidt                         | SPD     |
| Affari Esteri, Vice-cancelliere            |      | Hans-Dietrich Genscher                 | FDP     |
| Interni                                    |      | Werner Maihofer fino all'8 giugno 1978 | FDP     |
| Interni                                    |      | Gerhart Rudolf Baum                    | FDP     |
| Giustizia                                  |      | Hans-Jochen Vogel                      | SPD     |
| Finanze                                    |      | Hans Apel fino al 16/02/1978           | SPD     |
| Finanze                                    |      | Hans Matthöfer                         | SPD     |
| Economia                                   |      | Hans Friderichs fino al 07/10/1977     | FDP     |
| Economia                                   |      | Otto Lambsdorff                        | FDP     |
| Alimentazione, agricoltura e foreste       |      | Josef Ertl                             | FDP     |
| Lavoro e solidarietà sociale               |      | Herbert Ehrenberg                      | SPD     |
| Difesa                                     |      | Georg Leber fino al 16/02/1978         | SPD     |
| Difesa                                     |      | Hans Apel                              | SPD     |
| Famiglia, gioventù e Sanità                |      | Antje Huber                            | SPD     |
| Trasporti; Poste e telecomunicazioni       |      | Kurt Gscheidle                         | SPD     |
| Territorio, genio civile ed urbanizzazione |      | Karl Ravens fino al 16/02/1978         | SPD     |
| Territorio, genio civile ed urbanizzazione |      | Dieter Haack                           | SPD     |
| Rapporti con la Germania Est               |      | Egon Franke                            | SPD     |
| Ricerca e tecnologia                       |      | Hans Matthöfer fino al 16/02/1978      | SPD     |
| Ricerca e tecnologia                       |      | Volker Hauff                           | SPD     |
| Formazione                                 |      | Helmut Rohde fino al 16/02/1978        | SPD     |
| Formazione                                 |      | Jürgen Schmude                         | SPD     |
| Cooperazione economica                     |      | Marie Schlei fino al 16/02/1978        | SPD     |
| Cooperazione economica                     |      | Rainer Offergeld                       | SPD     |